# Carlo Fregosi
Carlo Fregosi (* 15. Oktober 1890 in Savona; † 13. November 1968 ebenda) war ein italienischer Turner.

## Erfolge
Carlo Fregosi, der für den Verein Fratellanza Savonese turnte, gab 1912 sein Olympiadebüt in Stockholm. Bei diesen gehörte er zur italienischen Turnriege im Mannschaftsmehrkampf. In diesem traten fünf Mannschaften an, die aus 16 bis 24 Turnern bestehen mussten. Der Wettkampf bestand aus fünf Teildisziplinen, darunter das Reck, der Barren und das Pauschenpferd, in denen ein Maximum von 58 Punkten erzielt werden konnte. Den Italienern gelang mit 53,15 Punkten das beste Resultat aller fünf Mannschaften, und sie beendeten den Wettkampf vor Ungarn und Großbritannien auf dem ersten Platz. Fregosi wurde mit Pietro Bianchi, Guido Boni, Alberto Braglia, Giuseppe Domenichelli, Alfredo Gollini, Francesco Loi, Luigi Maiocco, Giovanni Mangiante, Lorenzo Mangiante, Serafino Mazzarocchi, Guido Romano, Paolo Salvi, Luciano Savorini, Adolfo Tunesi, Giorgio Zampori, Umberto Zanolini und Angelo Zorzi somit Olympiasieger.
1920 nahm er an den Olympischen Spielen in Antwerpen teil. Erneut war er Teil des Aufgebots im Mannschaftsmehrkampf. Mit 359,855 Punkten waren die Italiener erneut die Beste aller fünf Mannschaften und schlossen den Wettkampf vor Belgien mit 346,765 Punkten und Frankreich mit 340,100 Punkten als Erster ab. Neben Fregosi sicherten sich Arnaldo Andreoli, Ettore Bellotto, Pietro Bianchi, Fernando Bonatti, Luigi Cambiaso, Luigi Contessi, Carlo Costigliolo, Luigi Costigliolo,  Giuseppe Domenichelli, Roberto Ferrari, Romualdo Ghiglione, Ambrogio Levati, Francesco Loi, Vittorio Lucchetti, Luigi Maiocco, Ferdinando Mandrini, Lorenzo Mangiante, Antonio Marovelli,  Michele Mastromarino, Giuseppe Paris, Manlio Pastorini, Ezio Roselli, Paolo Salvi, Giovanni Tubino, Giorgio Zampori und Angelo Zorzi die Goldmedaille.
Nach seiner aktiven Turnkarriere war er als Trainer und Wettkampfrichter tätig. Von Beruf war er Sportlehrer.